# Tour de Romandie 2010
64. edycja Tour de Romandie odbyła się w dniach 27 kwietnia – 2 maja 2010 roku. Trasa tego szwajcarskiego, pięcioetapowego (plus prolog) wyścigu kolarskiego liczyła 654,8 km. Wyścig, zaliczany do ProTour, rozpoczął się w Lozannie, a zakończył w Sion.
W wyścigu startowało trzech polskich kolarzy, dwóch z grupy Liquigas – Maciej Bodnar i Sylwester Szmyd oraz Jarosław Marycz z grupy Team Saxo Bank. Tylko Sylwester Szmyd ukończył wyścig (na 35. miejscu).
Wyścig ukończyło 75 kolarzy. Wygrał Hiszpan Alejandro Valverde, dla którego była to pierwsza wygrana w typ prestiżowym wyścigu. Kolarz Caisse d’Epargne wyprzedził w klasyfikacji generalnej Słoweńca Simona Špilaka i Rosjanina Denisa Mienszowa.

## Etapy
| Etap    | Data        | Start – meta               | Długość (km) | Zwycięzca etapu    | Lider              |
| prolog  | 27 kwietnia | Lozanna                    | 4,3 ITT      | Marco Pinotti      | Marco Pinotti      |
| 1. etap | 28 kwietnia | Porrentruy – Fleurier      | 175,6        | Peter Sagan        | Peter Sagan        |
| 2. etap | 29 kwietnia | dookoła Fryburga           | 171,8        | Mark Cavendish     | Peter Sagan        |
| 3. etap | 30 kwietnia | dookoła Moudon             | 23,4 TTT     | Richie Porte       | Michael Rogers     |
| 4. etap | 1 maja      | Vevey – Châtel-Saint-Denis | 157,9        | Simon Špilak       | Michael Rogers     |
| 5. etap | 2 maja      | dookoła Sion               | 121,8        | Alejandro Valverde | Alejandro Valverde |

## Wyniki
| M-ce | Imię i nazwisko    | Kraj       | Drużyna           | Czas          |
| ---- | ------------------ | ---------- | ----------------- | ------------- |
| 1.   | Alejandro Valverde | Hiszpania  | Caisse d’Epargne  | 14h 20min 14s |
| 2    | Simon Špilak       | Słowenia   | Lampre            | + 0.11        |
| 3    | Denis Mienszow     | Rosja      | Rabobank          | + 0.21        |
| 4    | Michael Rogers     | Australia  | Team HTC-Columbia | + 0.35        |
| 5    | Władimir Karpiec   | Rosja      | Team Katusha      | + 0.42        |
| 6    | Janez Brajkovič    | Słowenia   | Team RadioShack   | + 0.52        |
| 7    | Tiago Machado      | Portugalia | Team RadioShack   | + 1.16        |
| 8    | Marco Pinotti      | Włochy     | Team HTC-Columbia | + 1.27        |
| 9    | Marcel Wyss        | Szwajcaria | Cervélo TestTeam  | + 1.28        |
| 10   | Igor Anton         | Hiszpania  | Euskaltel-Euskadi | + 1.34        |